# Іващенко Ольга Іллівна
Ольга Іллівна Іващенко (30 жовтня [12 листопада] 1906, місто Одеса — 20 травня 1989, місто Київ) — український радянський і компартійний діяч, депутат Верховної Ради СРСР 4—6-го скликань, депутат Верховної Ради УРСР 3—6-го скликань. Кандидат у члени ЦК КПРС у 1956—1961 роках. Член ЦК КПРС у 1961—1966 роках. Член ЦК КПУ в 1952—1966 роках. Кандидат у члени Президії ЦК КПУ 4 грудня 1957 — 16 лютого 1960 р. Член Президії ЦК КПУ 16 лютого 1960 — 8 січня 1965 р.

## Біографія
Народилася в робітничій родині. У 1921—1925 роках працювала в сільськогосподарській артілі «Надія» в селі Моринцях Київської губернії. У 1925—1927 роках — інструктор Городищенського районного комітету комсомолу. У 1927–1928 роках — завідувачка столу довідок Черкаського окружного виконавчого комітету, потім працювала бібліотекарем Всенародної бібліотеки в місті Києві.
Член ВКП(б) з 1928 року.
У 1929—1933 роках — студентка Київського політехнічного інституту, здобула спеціальність інженера-електрика. Після закінчення інституту, у 1934—1941 роках працювала інженером-конструктором, начальником конструкторського відділу, головним конструктором та головним інженером Київського заводу електричної апаратури. У 1941—1944 роках — головний інженер на підприємствах міста Омська (РРФСР).
У 1944—1950 роках — директор Київського приладобудівного заводу «Точелектроприлад» № 786 Міністерства електропромисловості СРСР.
У травні 1950 — травні 1954 року — 2-й секретар Київського обласного комітету КП(б)У.
25 травня 1954 — 8 січня 1965 року — секретар ЦК КПУ.
З січня 1965 року — персональний пенсіонер в місті Києві.

## Нагороди
- три ордени Леніна (10.11.1956, 26.02.1958, 7.03.1960)
- орден Трудового Червоного Прапора (23.01.1948)
- орден «Знак Пошани»
- Сталінська премія ІІІ ст. (1951)
- медалі